# Intentionnalité (philosophie analytique)
Pour l’article homonyme, voir Intentionnalité.

Selon l'approche externaliste, l'intentionnalité (flèche rouge) ne nous met pas en relation avec des contenus mentaux, mais avec des objets ou des aspects de notre environnement (ici en bleu).

Dans le contexte de la philosophie analytique, l'intentionnalité est une relation impliquée par la représentation en vertu de laquelle un esprit, une conscience ou un système cognitif se rapporte à un élément de l'environnement ou à un contenu de représentation. L'intentionnalité est principalement attribuée aux états mentaux (perceptions, croyances, désirs, etc.) et est considérée comme la marque distinctive de l'esprit par nombre de philosophes contemporains. 
Trouvant son origine dans la scolastique médiévale, c'est avec le philosophe et psychologue autrichien Franz Brentano, à la fin du XIXe siècle, que le concept d'intentionnalité devient un concept central de la philosophie. Brentano est le premier penseur moderne à voir dans l'intentionnalité un trait caractéristique de l'esprit, « la marque du mental » : tout état psychique est intentionnel, c'est-à-dire qu'il contient quelque chose à titre d'objet, bien que ce soit d'une manière différente en fonction du type d'état concerné. Ainsi entendue, l'intentionnalité permet d'établir un critère de démarcation logique entre les états psychiques d'une part et les états physiques de l'autre. 
Par sa définition complexe de l'intentionnalité, Brentano lègue à ses successeurs une série d'énigmes logiques et ontologiques. Les réponses à ces énigmes ont directement contribué à faire naître la philosophie analytique. Le débat sur l'intentionnalité porte aujourd'hui en grande partie sur la possibilité ou non de l'inscrire dans un cadre naturaliste (problème de la « naturalisation ») et de la réduire à un processus physique (problème de la « réduction »).

## L'intentionnalité dans l'horizon de Brentano

### L'«inexistence intentionnelle»
La notion d'intentionnalité apparaît pour la première fois dans le contexte de la philosophie moderne en 1874 dans un ouvrage de Franz Brentano intitulé La psychologie du point de vue empirique. Selon Brentano, l'esprit humain est en mesure de se référer à quelque chose parce que les objets ou caractéristiques sur lesquels il porte ont une forme d'existence proprement psychique : l'« inexistence intentionnelle ». C'est cette forme d'existence spécifique aux représentations, et non un quelconque pouvoir de l'esprit, qui permet au sujet d'entretenir des rapports de type cognitif avec des objets physiques situés dans son environnement. 

#### La définition de Brentano

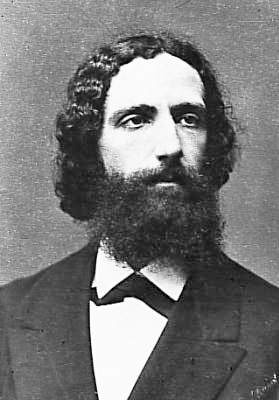
Franz Brentano. Pour ce psychologue de formation, les « objets intentionnels » existent littéralement dans l'esprit, en tant qu'objets d'un « acte psychique ».

Par le terme « in-existence », Franz Brentano n'entend pas signifier la non-existence, mais l'existence immanente, bien que le sens de son concept et son lien avec l'idée de non-existence soient encore discutés. Pour Brentano, certains objets existent littéralement dans l'esprit, en tant qu'objets d'un « acte psychique » (la « visée intentionnelle »), et ils n'ont de ce fait aucune réalité physique. C'est en vertu de ce mode d'existence que les phénomènes psychiques diffèrent des phénomènes physiques, et qu'ils reçoivent des propriétés distinctes. Par exemple, une couleur que l'on voit ne caractérise pas directement un objet physique : elle appartient à un objet mental dont les propriétés qualitatives sont immanentes à l'esprit et ne peuvent être attribuées à des réalités physiques. Des objets mentaux, on ne peut dire qu'ils n'existent absolument pas, mais seulement qu'ils n'existent pas physiquement ou « réellement ».
En démarquant ainsi les phénomènes psychiques des phénomènes physiques, Brentano exprime une double thèse :
1. une thèse structurelle, en tant que les phénomènes psychiques sont décrits comme des « actes » qui opèrent certaines relations, car ils sont « dirigés » vers certains objets ;
2. une thèse ontologique, en tant que les objets in-existants ne sont pas caractérisés comme des choses matérielles, mais comme des objets intérieurs ou immanents à l'esprit, parfaitement distincts des objets extérieurs.

La théorie brentanienne de l'in-existence intentionnelle permet d'uniformiser la nature de tous les états intentionnels. Peu importe que nous pensions à tort ou à raison, que nous connaissions, espérions, désirions, etc., dans tous les cas nos actes intentionnels visent un objet in-existant, une réalité d'ordre mental. Il n'est ainsi pas nécessaire de distinguer différents types d'objets pour différents types d'actes psychiques. Par ailleurs, la théorie de l'in-existence permet de donner une réponse simple et élégante à la question de savoir pourquoi nos états psychiques peuvent être intentionnels alors qu'il n'y a aucun objet réel avec lequel ils pourraient être en relation : il y a en effet toujours un objet intérieur in-existant lorsque nous nous représentons quelque chose, même lorsque nous imaginons un être fictif. L'existence d'un tel objet intérieur ne présuppose pas l'existence d'un objet réel extérieur.

#### Le mode d'être des objets intentionnels
La question du mode d'être des objets intentionnels se pose depuis que Brentano a formulé sa théorie des objets « in-existants », objets de représentation internes à l'esprit, dont la réalité ne dépend pas de conditions physiques imposées par l'environnement, mais de la relation d'intentionnalité qui les lie à une conscience. Selon Pierre Jacob, la façon dont nous pouvons concevoir le mode d'être des objets intentionnels dépend de la réponse donnée à la question suivante : y a t-il des objets non existants ? Il distingue deux types de positions antagonistes en réponse à cette question :
1. le libéralisme ontologique (Brentano, Meinong), qui soutient que l'intentionnalité est toujours une relation et que des objets non existants peuvent lui servir de relata, de sorte que tout ce qui est n'existe pas nécessairement (admission des entités fictives) ;
2. le rigorisme ontologique (Frege, Wittgenstein), d'après lequel tout ce qui est existe nécessairement de façon physique dans le monde (refus des entités fictives ou non physiques).

Pour les défenseurs du rigorisme ontologique, il n'y a aucune différence pertinente entre le fait de dire respectivement « Il y a un x » et « Il existe un x ». Pour eux, dire par exemple qu'il y a des dieux grecs ou dire que les dieux grecs existent, c'est exprimer une seule et même proposition fausse. C'est admettre dans le domaine de la quantification existentielle des créatures imaginaires ou mythologiques qui n'existent pas. Pour un partisan du libéralisme ontologique, en revanche, il y a une différence entre les énoncés portant sur les êtres et ceux portant sur leur existence : une chose est de dire « Les dieux grecs existent » ; autre chose est de dire « Il y a des dieux grecs : Zeus en est un ». S'il est vrai que les dieux grecs n'existent pas, c'est au sens où ce ne sont pas des êtres en chair et en os qui existent dans notre environnement. Mais dans le contexte d'une investigation du contenu de la mythologie grecque, on peut affirmer à bon droit qu'il y a des dieux grecs et que Zeus en est un.
Le libéralisme ontologique conduit à interpréter les objets intentionnels comme des contenus mentaux qui entretiennent avec le sujet une relation particulière qui n'est pas d'ordre physique, et qui est « privilégiée », au sens où elle est directe et transparente : nous ne pouvons pas douter de leur réalité lorsque nous nous les représentons. De ce fait, la question de leur réalité ne se pose pas dans les mêmes termes que celle des objets physiques auxquels ils peuvent renvoyer. Le rigorisme ontologique, quant à lui, conduit à identifier les objets intentionnels à des objets physiques de l'environnement et à adopter une interprétation externaliste de l'intentionnalité, c'est-à-dire ne faisant pas appel à des entités ou à des contenus qui se situeraient dans l'esprit (ou dans le cerveau) des individus. L'opposition entre libéralisme et rigorisme ontologiques recoupe ainsi en partie l'opposition entre les approches internaliste et externaliste de l'intentionnalité.

#### Le mode d'être des actes intentionnels
Entendue en son sens traditionnel de « visée » d'un objet par une conscience, l'intentionnalité pose le problème de la nature de cette « visée » , comprise comme un « acte » de l'esprit plutôt que comme un processus physique en lien avec le cerveau. Au début du XXe siècle, c'est principalement la phénoménologie husserlienne qui a cherché à caractériser la spécificité de l'acte intentionnel, afin d'éclairer « l'essence de la conscience ». Depuis Wittgenstein notamment, l'approche analytique de l'intentionnalité insiste quant à elle sur le caractère linguistique et normatif de la relation intentionnelle, inscrivant cette relation dans le cadre de l'action et de pratiques sociales. Certains philosophes de l'esprit se sont néanmoins intéressés à la nature de la relation intentionnelle, soit pour en faire un processus naturel émergeant dans la structure du cerveau (John Searle), soit pour la réduire à une forme de causalité physique (computationnalisme, fonctionnalisme biologique).

### La distinction frégéenne entre sens et référence

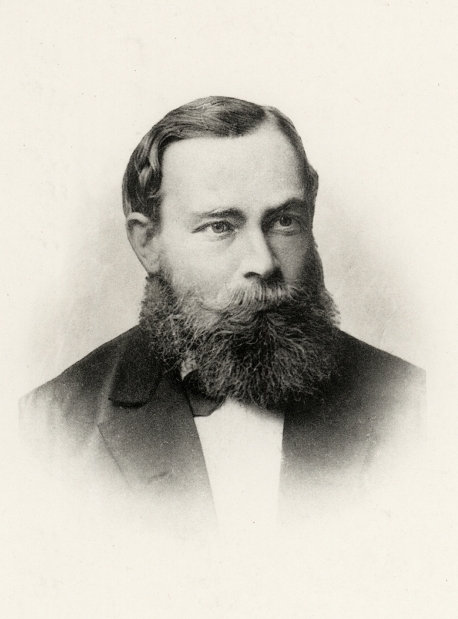
Gottlob Frege. En distinguant dans le langage entre sens et référence, Frege a permis de renouveler la réflexion sur l'intentionnalité.

Le logicien et philosophe allemand Gottlob Frege est le premier à avoir posé en termes « analytiques » le problème de la signification des énoncés. Il s'agit du problème central concernant tout langage : comment un signe, qui n’est qu’une suite de phonèmes ou de graphes, a-t-il la faculté de référer à quelque chose de la réalité et d’acquérir de la sorte une intentionnalité ? 
Pour résoudre le problème de la signification, Frege distingue la notion de sens (Sinn en allemand) et la notion de dénotation ou de référence (Bedeutung) : la dénotation, dans une expression linguistique, est sa référence à un élément de la réalité ; le sens est le mode de présentation de l'objet ainsi dénoté. Frege donne les exemples suivants, dont le premier est devenu célèbre :
- « L'étoile du matin » et « l'étoile du soir » ont des sens différents mais ont la même dénotation (la planète Vénus) ;
- « L'étoile la plus éloignée de la terre » a un sens mais n'a pas de dénotation.

Cette distinction entre sens et dénotation, bien que rejetée par Bertrand Russell, sera largement acceptée et reprise en philosophie analytique. Elle a d'abord pour fonction d'expliquer qu'une formule comme a = b apporte une information, c'est-à-dire qu'elle ne se réduit pas à a = a. Nous apprenons par cette formule que deux concepts distincts renvoient à un seul et même objet. En effet, le concept décrit un objet mais ne se confond pas avec lui. Une étoile, par exemple, est un certain objet que nous dénotons par sa propriété d'être telle étoile. « Il y a une étoile » veut dire qu'il existe un x (objet dénoté) tel qu'il est une étoile (concept signifié). Le concept a un contenu descriptif et inférentiel qui renvoie à d'autres concepts (« contenu cognitif »), mais il n'a pas en lui-même le pouvoir de référer à l'environnement.
Selon Frege, toute expression linguistique descriptive possède un sens et une dénotation. Si les notions de sens et de dénotation sont clairement distinguées, elles n'en restent pas moins intimement liées, puisque le sens est ce qui donne accès à la référence. Par ailleurs, il faut distinguer suivant Frege entre la dénotation d'un nom et la dénotation d'une proposition complète. La dénotation d'un nom ou d'une expression simple est l'objet auquel ils se réfèrent. La dénotation d'une proposition, en revanche, n'est ni un objet ni même un fait, mais le contenu véridique de cette proposition. Quant au sens d'une proposition, ce qu'elle exprime, Frege l'appelle une « pensée » (Gedanke en allemand). 
La « pensée » chez Frege n'est pas de nature psychologique mais logique. Elle n'a en elle-même aucun caractère représentationnel et ne varie pas en fonction des objets qu'elle peut décrire : les pensées ne sont donc ni vraies ni fausses. Seule l'expression d'une pensée – la proposition – est vraie ou fausse. Le sens d'une proposition est ce qui nous permet de savoir, pour un ensemble de circonstances données, si cette phrase est vraie ou fausse. Autrement dit, le sens d'une phrase est l'ensemble des circonstances ou conditions dans lesquelles la phrase est vraie. C'est là le postulat qui fonde la sémantique formelle dite « vériconditionnelle », c'est-à-dire qui s'intéresse aux conditions de vérité des phrases.
La distinction entre sens et référence opérée initialement par Frege a permis de renouveler la réflexion sur l'intentionnalité et de distinguer notamment deux aspects de la représentation :
1. le « contenu cognitif » de la représentation, relié aux autres contenus de représentation par des relations logiques : c'est l'aspect « syntaxique » de la pensée (dont dépend le « sens » des expressions linguistiques) ;
2. le « contenu sémantique » de la représentation, relié à certains éléments de l'environnement par des relations causales : c'est l'aspect « sémantique » ou « intentionnel » de la pensée (dont dépend la référence des expressions linguistiques).

### Les problèmes posés par l'intentionnalité
Dans son acception « classique », héritée de Franz Brentano, l'intentionnalité pose le double problème du mode d'être des contenus intentionnels et de la nature de la « visée » intentionnelle, comprise comme une opération de l'esprit. C'est d'abord principalement la phénoménologie husserlienne qui a cherché à caractériser la spécificité de la visée ou de la saisie intentionnelle, et à éclairer ainsi l'« essence de la conscience ». Au début du XXe siècle, la philosophie analytique a tenté quant à elle de répondre à la question du mode d'être des contenus intentionnels, question soulevée par trois types de problèmes :
1. le problème de l'existence des contenus intentionnels, ou, dans l'optique de Brentano, celui de l'existence interne à l'esprit des objets intentionnels ;
2. le problème de l'opacité de la description posé par le fait qu'on peut référer à un même objet par des descriptions non équivalentes entre elles ;
3. la question de l'indétermination des contenus intentionnels.

#### Le problème de l'existence
Le problème de l'existence des contenus intentionnels apparaît aussi bien dans le contexte de la philosophie du langage, avec les énoncés intentionnels, qu'en philosophie de l'esprit, avec les représentations. En philosophie du langage, les énoncés intentionnels permettent d'exprimer comment les choses se présentent à quelqu'un. Selon Victor Caston, le problème de l'existence y prend deux formes :
1. le problème de l'absence d'implication existentielle, concernant l'implication d'existence d'un contenu intentionnel (« Isabelle pense à Pégase » n'implique ni « Pégase existe » ni « Pégase n'existe pas ») ;
2. le problème de l'absence de détermination de la valeur de vérité, concernant la valeur de vérité d'une proposition décrivant un contenu intentionnel (« Isabelle pense que Pégase est un cheval ailé » n'implique ni « Pégase est un cheval ailé » ni « Pégase n'est pas un cheval ailé »).

Du point de vue de la philosophie de l'esprit proprement dite, la question de l'existence des contenus intentionnels coïncide avec celle des représentations dans une pensée, une croyance ou une volition. Une représentation n'a pas comme telle d'existence au sens physique, et son mode d'être semble indifférent à l'état réel du monde. Pourtant, il semble bien qu'il existe dans notre esprit des représentations. La question qui se pose alors est de savoir de quelle façon les représentations existent,. La problématique autour de l'existence des représentations a contribué au développement de nouveaux champs de recherche concernant la nature de la réalité, parfois regroupés sous l'expression « métaphysique analytique ».
Le problème de l'existence des contenus intentionnels trouvent deux types de réponses qui s'opposent diamétralement :
1. l'internalisme, qui soutient (dans l'optique de Brentano, Russell ou Roderick Chisholm) que les contenus intentionnels sont des objets ou des propriétés non physiques internes ou relatifs à l'esprit (objets « in-existants » chez Brentano, sense data chez Russell, qualia, etc.) ;
2. l'externalisme, qui considère (dans l'optique de Wittgenstein, Putnam ou Daniel Dennett) que les contenus intentionnels sont des états de l'environnement physique entretenant un certain lien causal avec les comportements d'un organisme ou d'un système.

#### L'opacité de la description

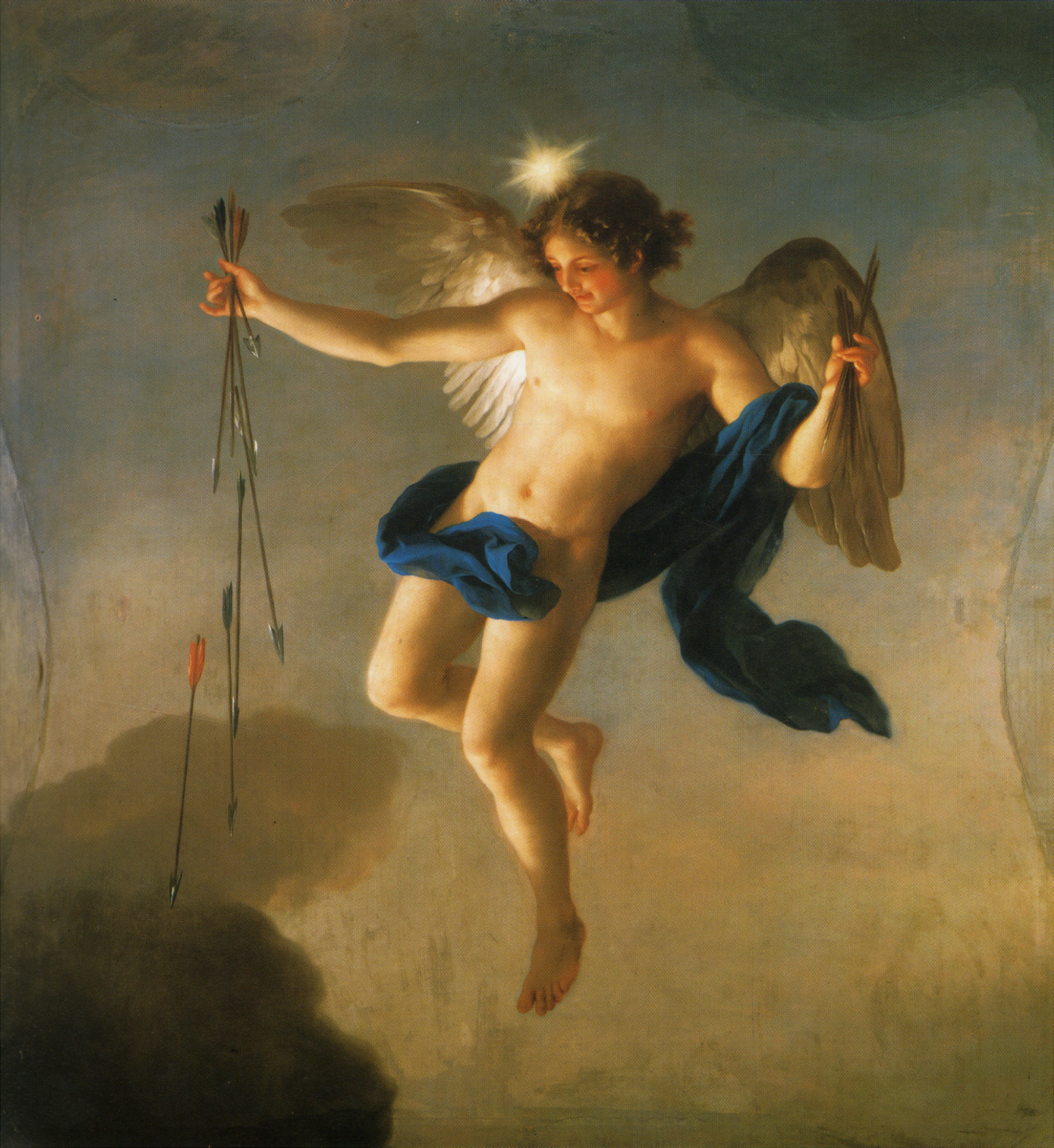
Hespérus, personnification de « l'étoile du matin ». Parce que Vénus apparaît tantôt le matin et tantôt le soir, on a longtemps vu en elle deux étoiles distinctes.

Le contenu descriptif d'un énoncé est dit « opaque » lorsqu'il ne peut pas être substitué salva veritate par celui d'un autre énoncé pourtant coextensif ou coréférentiel (référant à la même chose ou aux mêmes objets). Par exemple, « Galilée sait que l'étoile du matin est Vénus » n'implique pas « Galilée sait que l'étoile du soir est Vénus », même si « étoile du matin » et « étoile du soir » sont deux expressions qui réfèrent au même objet (la planète Vénus). Ici, c'est le savoir ou l'ignorance du sujet qui est en jeu : le sujet peut ignorer que ce que le langage désigne comme deux étoiles distinctes est en fait une seule et même planète, qu'il y a là deux expressions inappropriées désignant un même astre sous deux perspectives différentes. 
Le problème de l'opacité de la description est lié à l'« intensionnalité » des énoncés intentionnels et a été mis en évidence pour la première fois, dans le cadre de la philosophie du langage, par Gottlob Frege. Dans de tels énoncés, c'est la description sous laquelle l'objet est envisagé par le sujet de la phrase qui conditionne la vérité de celle-ci. Ainsi, Galilée peut bien savoir que l'étoile du matin est Vénus ; s'il ignore que l'étoile du matin et l'étoile du soir sont deux manifestations du même astre (décrites par deux expressions distinctes), il ne peut en conclure que l'étoile du soir est la planète Vénus. La perspective ou le point de vue adopté par le sujet semble ainsi déterminant dans ce qu'on peut dire ou ne pas dire à propos de ce qu'il sait, pense, croit, etc.

#### L'indétermination du sens
Le problème de l'indétermination du sens se pose en raison du caractère abstrait des contenus de pensée ou des contenus propositionnels. Ceux-ci sont généralement imprécis, incomplets ou équivoques au regard de la réalité physique qui, entièrement quantifiable, semble toujours susceptible de recevoir une description exacte et sans équivoque. L'indétermination du sens se traduit notamment par :
- l'absence du tiers exclu : par exemple, « Marie pense à un chat » n'implique pas que « ou bien Marie pense à un chat de plus de trois kilos, ou bien Marie pense à un chat de moins de trois kilos » ;
- l'absence d'exportation du quantificateur : par exemple, « Jean m'a promis de m'offrir un chat » n'implique pas la proposition « il y a un chat que Jean m'a promis de m'offrir ».

Le problème de l'indétermination du sens tient au fait que le contenu intentionnel n'est pas aussi déterminé que ce qu'il est supposé représenter dans la réalité : il est dès lors difficile de comprendre comment un contenu intentionnel peut référer sans équivoque à un objet individuel. Le contenu intentionnel d'une pensée ou d'une description possède une généralité qui est de l'ordre du concept et qui interdit l'exhaustivité de la description. Il ne peut donc à lui seul déterminer pleinement sa référence dans le monde physique. 
Depuis les analyses de Wittgenstein, Quine et Kripke sur le pouvoir référentiel du langage, on considère généralement que ce n'est qu'en contexte, au contact de la réalité physique, et non a priori, que peut s'établir cette référence.

## L'internalisme et l'externalisme

### L'intentionnalité selon l'interprétation internaliste

#### La thèse «cartésienne»
Selon l'internalisme de type « cartésien » (ou d'inspiration brentanienne) le contenu des pensées d'un individu est en lui-même indépendant de son environnement physique. Ce que pense un individu dépend essentiellement de ses propres ressources cognitives, au point que, dans un environnement hypothétique différent de l'environnement réel, il pourrait avoir exactement les mêmes pensées que celles qu'il a dans son environnement réel. L'internalisme cartésien s'appuie sur la thèse intuitive suivant laquelle la formation d'une même pensée peut être causée par des facteurs externes différents. Comme le soutenait en effet René Descartes dans la deuxième Méditation métaphysique, en voyant par la fenêtre des êtres portant des chapeaux et des manteaux, je juge que ce sont des hommes alors que je ne vois que « des chapeaux et des manteaux, qui peuvent couvrir des spectres et des hommes feints qui ne se remuent que par ressorts ». Autrement dit, en provoquant en moi une expérience perceptive subjectivement indiscernable de celle causée par des hommes « en chair et en os », l'activité de simples automates pourrait tout aussi bien être la cause de mon jugement selon lequel « des hommes passent sous ma fenêtre », ce qui invalide l'idée que le contenu de ma pensée dépende principalement de l'environnement physique.
Dans sa version radicale, l'internalisme cartésien généralise la thèse de l'indépendance des contenus de pensée à tous les contenus de représentation, y compris perceptifs. Cette thèse a pris son essor au début du XXe siècle avec Bertrand Russell et G. E. Moore, qui ont mis en avant la notion de sense datum (donnée des sens, pluriel : sense data). Un argument avancé par A. J. Ayer en 1940 en faveur de l'identification des contenus perceptifs à des sense data est l'argument dit de l'illusion. Il repose sur la constatation apparemment triviale qu'une expérience véridique et une hallucination peuvent se ressembler en tous points, au sens où le sujet peut ne pas savoir dans lequel des deux états il se trouve. Ayer en déduit que les expériences véridiques et les hallucinations sont un même type d'expérience ayant un même type d'objet. Étant admis que les hallucinations ont pour objet des phénomènes d'ordre psychologique, l'argument conclut que toute expérience perceptive, véridique comme illusoire, a pour objet un ensemble de phénomènes d'ordre psychologique. Nos sens ne nous mettraient donc pas en relation avec le monde tel qu'il existe en soi, mais seulement avec des représentations ou contenus mentaux.
En soutenant que tout objet visé par l'intentionnalité – qu'il soit concret ou abstrait, possible ou impossible, existant ou non dans l'espace et le temps – est le résultat d'opérations mentales d'un sujet cognitif, l'internalisme cartésien identifie l'intentionnalité à la production mentale d'un objet de représentation. Tout contenu mental relevant de la représentation constitue ainsi un objet intentionnel avec lequel l'esprit entre en relation directe à l'instant où il se le représente. Sa relation à l'environnement physique, lorsque l'existence de celui-ci est admise, est quant à elle indirecte. Selon ce point de vue, nommé « réalisme indirect », l'intentionnalité ne nous donne pas accès au monde en tant que tel, mais à des objets ou propriétés qui sont causalement reliés à lui de telle sorte qu'ils en révèlent, dans une certaine mesure, la structure.

#### L'intentionnalité intrinsèque et l'intentionnalité dérivée

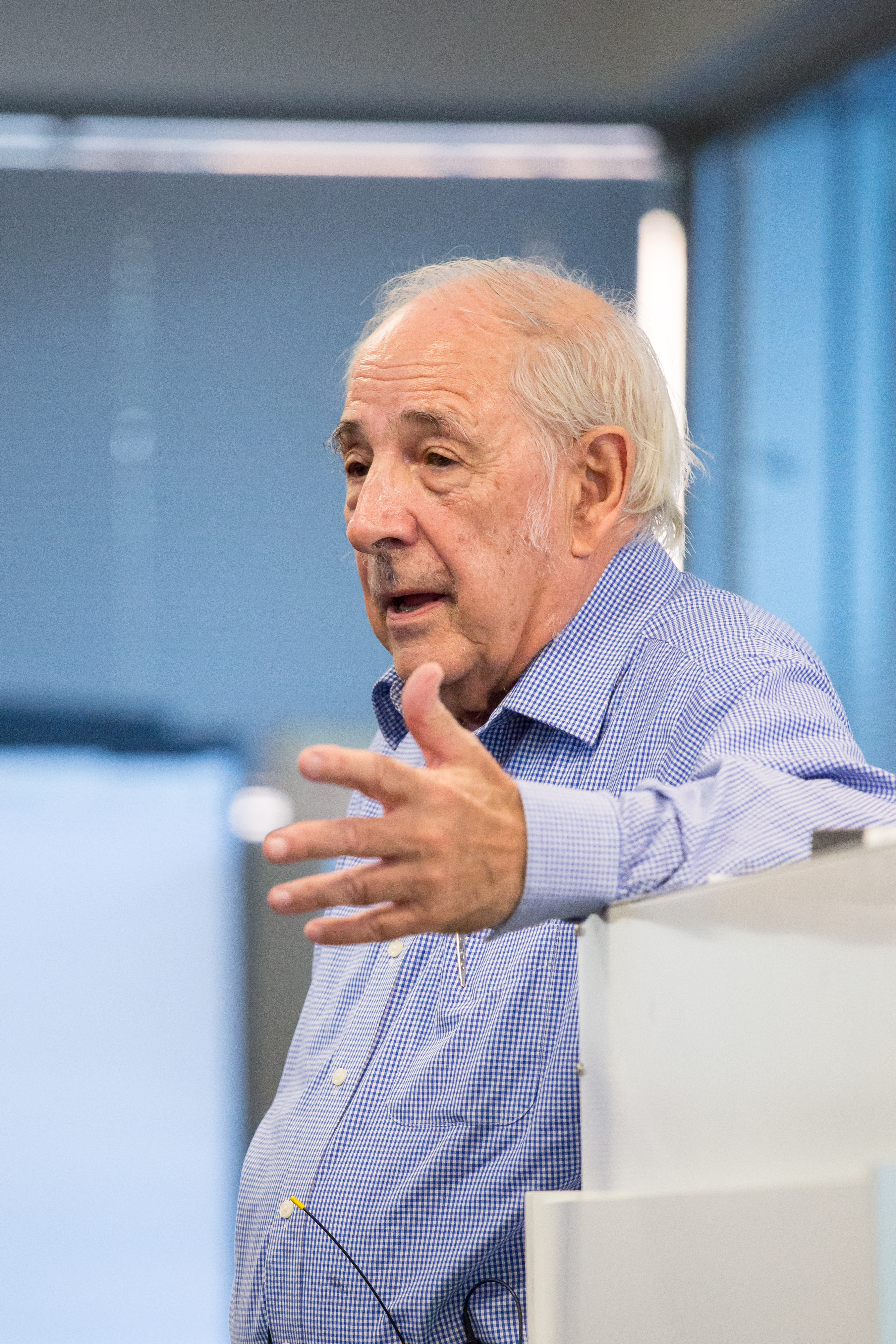
John Searle en 2015. La conscience est pour lui plus fondamentale que l'intentionnalité, et l'intentionnalité de l'esprit première par rapport à celle du langage.

La distinction aujourd'hui communément admise entre « intentionnalité intrinsèque » et « intentionnalité dérivée » a été mise en avant pour la première fois par le philosophe John Searle au début des années 1980. Searle tente de concilier l'internalisme et l'externalisme en redéfinissant l'intentionnalité à la fois comme la capacité biologique fondamentale de l'esprit à mettre l'organisme en rapport avec le monde, et comme une expérience consciente subjective. Si cette capacité est commune aux états mentaux et au langage, l'intentionnalité du langage n'est toutefois que « dérivée » : elle implique en effet toujours l'intentionnalité « intrinsèque » du locuteur qui doit se présenter à l'esprit ce qu'il dit. Selon Searle, la conscience est plus fondamentale que l'intentionnalité, et l'intentionnalité de l'esprit, première par rapport à celle du langage. C'est parce que nous sommes conscients que nous pouvons penser et parler intentionnellement. L'intentionnalité ne peut être attribuée au langage qu'en tant qu'elle est dérivée de l'intentionnalité propre à l'esprit des sujets qui ont conscience de ce qu'ils signifient. 
C'est sur la base de cette distinction entre intentionnalité intrinsèque et intentionnalité dérivée que Searle critique la conception computationnaliste de l'esprit, qui fait quant à elle l'économie de l'intentionnalité intrinsèque dans sa description du langage et des états mentaux. Pour les adeptes du computationnalisme, la reproduction artificielle d'un comportement langagier (ou intelligent) suffirait à produire de l'intentionnalité dans la mesure où celle-ci consiste essentiellement dans la manipulation de symboles d'après certaines règles « syntaxiques », comme le fait un algorithme dans un programme informatique. Or pour Searle, l'intentionnalité est toujours en dernière instance un état mental situé dans l'esprit d'un sujet conscient (internalisme) qui, lorsqu'il emploie toutes sortes d'expressions pour signifier quelque chose, les comprend lui-même en faisant subjectivement l'expérience d'un certain contenu sémantique. Nier cette dimension sémantique et subjective de l'intentionnalité reviendrait, selon Searle, à considérer le langage comme une simple production de sons ou de graphes agissant de façon purement causale sur les individus, ce qui lui semble absurde. 
C'est en voulant recourir à ce genre de démonstration par l'absurde que Searle conçoit l'expérience de pensée bien connue de la chambre chinoise. Cette expérience de pensée doit d'abord nous convaincre qu'il ne suffit pas d'être capable de reproduire exactement les comportements linguistiques d'un locuteur pour parler une langue, car parler une langue, ce n'est pas seulement former les bonnes réponses verbales, c'est aussi signifier ou vouloir dire ce que l'on dit : un usage maîtrisé du langage se double ainsi d'une conscience du sens de ce que l'on dit (« conscience intentionnelle »). Parce que la présence d'un comportement linguistique, même très sophistiqué, n'est pas suffisante pour permettre de déterminer si un système ou un organisme possède ou non des états mentaux de conscience et d'intentionnalité, elle ne peut à elle seule permettre d'établir l'existence d'une intentionnalité authentique, intrinsèque au système ou à l'organisme en question. 
Searle utilise son expérience de pensée avant tout pour attaquer la version « forte » de la thèse de l'intelligence artificielle (« IA forte »), version défendue pour la première fois par Alan Turing dans les années 1950 avec son fameux test. Mais il vise plus largement la conception fonctionnaliste et externaliste de l'esprit, dont le computationnalisme constitue d'après lui la version la plus réductrice. Dans ce contexte, la distinction entre intentionnalité intrinsèque et intentionnalité dérivée autorise la forme « faible » de l'intelligence artificielle, et établit, contre l'approche fonctionnaliste, l'irréductibilité de l'IA forte (considérée comme purement théorique) à l'IA faible. Elle permet également d'interpréter l'intentionnalité attribuée aux organismes biologiques non sentients comme étant seulement « dérivée ». Plus fondamentalement, elle inscrit l'intentionnalité véritable dans la conscience du sujet, suivant en cela la conception internaliste de Brentano.

### L'intentionnalité selon l'interprétation externaliste

#### L'externalisme physique

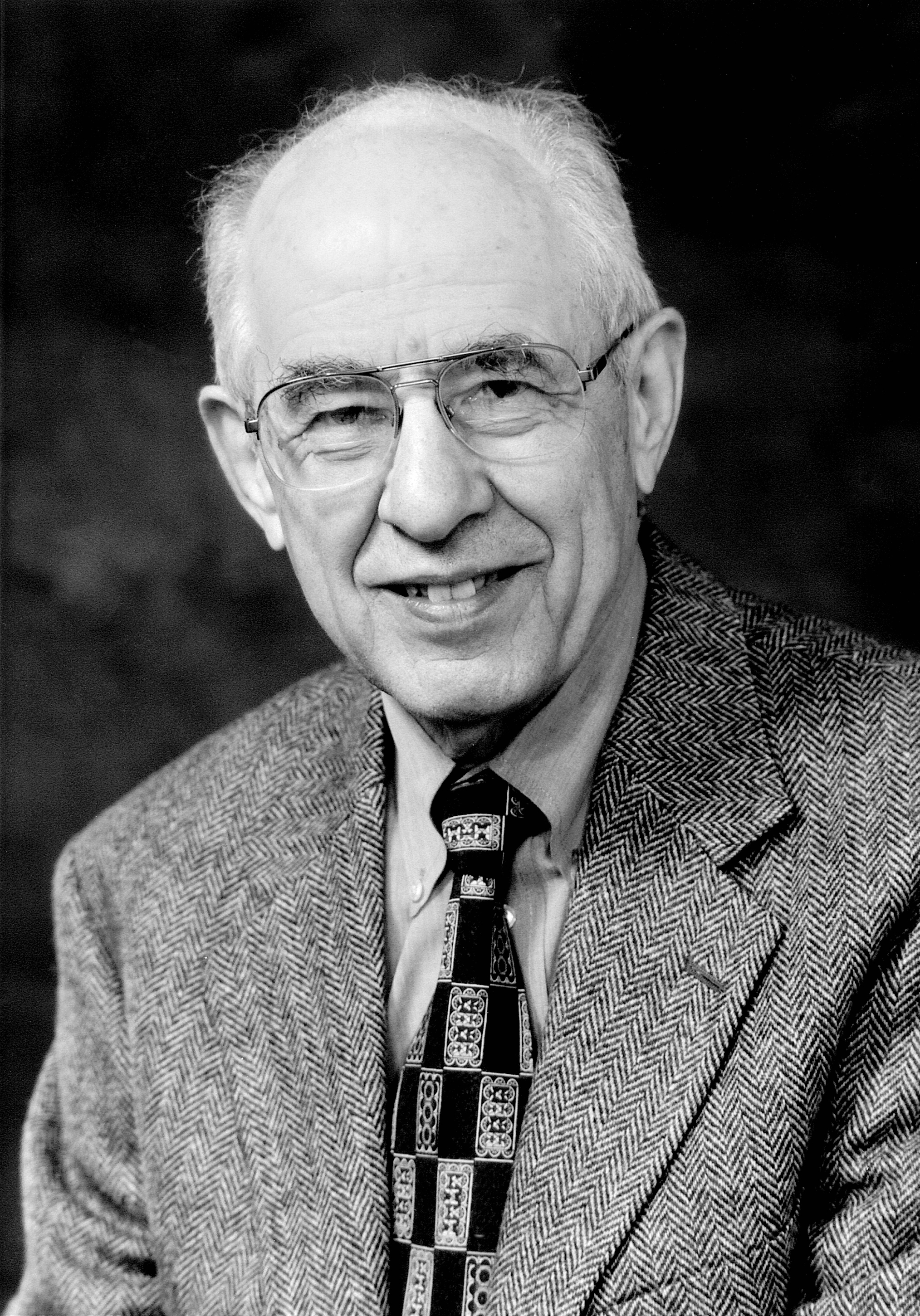
Hilary Putnam. Son expérience de pensée de la « Terre jumelle » a provoqué un débat important autour de l'intentionnalité et du rapport entre nos concepts et l'environnement physique.

La conception externaliste de l'intentionnalité est la position selon laquelle le contenu intentionnel des états mentaux dépend essentiellement de facteurs qui se situent en dehors de l'esprit ou du cerveau des individus. Son principal représentant dans les années 1970 est Hilary Putnam qui, dans son article « La signification de "signification" », cherche à montrer que le contenu conceptuel des états intentionnels d'un sujet dépend de la constitution réelle de l'environnement physique dans lequel il se situe. 
Pour justifier cette thèse, Putnam propose sa célèbre expérience de pensée de la Terre jumelle. Il s'agit d'imaginer une autre planète, Terre-jumelle, qui se distingue de la Terre uniquement par la composition chimique de l’eau qui s’y trouve. Une molécule d’eau sur Terre-jumelle est composée de XYZ, et non de H₂O. Oscar, sur Terre, et son sosie Oscar bis, sur Terre-jumelle, vivent dans des sociétés qui ignorent la composition chimique de ce qu'ils désignent comme de l'eau (ils vivent avant le XVIIIe siècle). Tous les deux produisent des énoncés qui contiennent le mot « eau » et ils savent qu’en employant ce mot, ils désignent un liquide inodore, transparent, hydratant, etc. Oscar et Oscar bis sont semblables en tout point, ont fait les mêmes expériences dans leur vie, pensent exactement de la même façon et ils vivent dans des environnements parfaitement similaires – à l’exception de la composition des molécules d’eau. 
Putnam soutient que dans une telle situation, le contenu conceptuel de « Ceci est de l’eau », pensé par Oscar, et celui de « Ceci est de l’eau », pensé par Oscar bis, ne sont pas les mêmes. Sur Terre, le contenu conceptuel de « Ceci est de l’eau » inclut que la chose en question est composée de H₂O, tandis que sur Terre-jumelle, il inclut que la chose en question est composée de XYZ, et cela, même si les habitants de la Terre et de Terre-jumelle ignorent la composition chimique du liquide en question. En effet, si la constitution réelle de l'environnement physique diffère, la condition de vérité des énoncés qui s’y rapportent diffère également, même si les états internes des sujets pensants demeurent inchangés. La constitution physique réelle de l'objet d'une représentation fait donc partie du contenu conceptuel de la représentation en question.
L'expérience de pensée de la Terre jumelle a provoqué un débat important entre les partisans de l'externalisme et ceux de l'internalisme, mais également au sein même de l'externalisme, débat qui continue de nos jours. C'est en réponse à l'article de Putnam que Jerry Fodor introduisit la distinction aujourd'hui devenue classique entre le contenu « étroit » et le contenu « large » d'un concept. Le contenu large d’un concept est en relation avec l'environnement physique, avec la constitution réelle du référent du concept dans une situation ou un monde donné ; le contenu étroit d’un concept, quant à lui, consiste en la partie du contenu conceptuel fixée par le rôle inférentiel du concept en question dans un langage donné. Ce rôle inférentiel recouvre l'ensemble des dispositions, pour la personne qui maîtrise un certain concept, à opérer certaines inférences, y compris certaines inférences pratiques (les actions). 
En adoptant cette distinction, il devient possible de concilier l'externalisme physique avec une forme « sociale » d'externalisme  suivant laquelle le rôle inférentiel d'un concept n'est pas déterminé par l’environnement physique d'un sujet mais par l'environnement social d'où un locuteur tire son langage. Dans cette perspective, l'intentionnalité des concepts ne doit plus être envisagée comme une relation directe avec l'environnement physique mais comme une relation indirecte qui passe par la maîtrise d'un langage.

#### L'externalisme social
L'externalisme social repose sur la thèse selon laquelle c'est le rôle inférentiel d'un concept (ses conditions d'application et de maîtrise) qui constitue son contenu (sa signification). Ce rôle est lié au langage, et le langage est une production de la société. Sur cette base, l'externalisme social étend à l'environnement social la thèse du holisme sémantique d'après laquelle le contenu d'un concept est déterminé par ses relations inférentielles avec les autres concepts. Pour les partisans de l'externalisme social, ce sont les interactions à l'intérieur d'une société qui déterminent d'abord le contenu conceptuel des états intentionnels. L'intentionnalité n'est donc pas intrinsèque aux états mentaux d'un individu : elle est un processus collectif.
Ce point de vue part historiquement de l'idée, inspirée de Wittgenstein, suivant laquelle seules les interactions sociales nous permettent de distinguer entre le fait de suivre une règle de façon correcte et le fait de la suivre de façon incorrecte. Un sujet pris isolément ne peut pas faire une telle distinction : tout ce qu'il tient pour correct lui semble non problématique. Il n'y a qu'en communiquant avec les autres que nous pouvons distinguer entre ce que nous considérons comme correct et ce qui l'est aux yeux d'autrui. En mettant cette distinction à notre disposition, les interactions sociales nous permettraient de forger un contenu conceptuel se rapportant de façon appropriée aux objets de l'environnement.
L'externalisme social peut être interprété comme une sorte de fonctionnalisme basé sur les rôles sociaux et normatifs. La fonction d'un état intentionnel (son contenu conceptuel) consiste en des relations normatives établies avec d'autres états intentionnels (des représentations et des actions). Ces relations sont elles-mêmes déterminées par des pratiques sociales. Selon, par exemple, la thèse tirée des Investigations philosophiques de Wittgenstein, la fonction d'un état intentionnel est le rôle qu'il joue dans une « forme de vie en commun » (Lebensform en allemand). Tyler Burge et Robert Brandom sont aujourd'hui parmi les principaux représentants de cette conception de l'intentionnalité.

#### La théorie causale de la référence

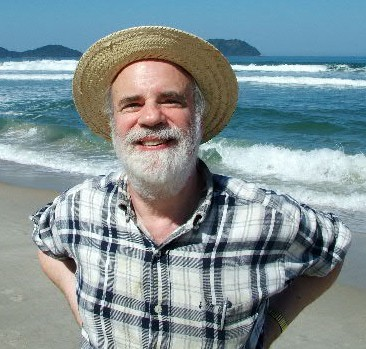
Saul Kripke en 2005. Il élabore dans les années 1970 une théorie causale de la référence fondée sur un « baptême initial ».

L'externalisme trouve dans la théorie causale de la référence une justification qui permet d'en concilier aussi bien les versions physique que sociale. C'est à Saul Kripke que l'on doit la première formulation de cette théorie dans un ouvrage paru en 1980 sous le titre Naming and Necessity (« Désignation et nécessité »),. Kripke y propose une théorie de la référence selon laquelle un nom se réfère à un objet en vertu d'une connexion causale qu'il a avec lui, bien que cette connexion soit généralement médiatisée par une communauté de  locuteurs. Suivant ce point de vue, l'intentionnalité peut être envisagée comme un processus linguistique qui implique à la fois des interactions sociales et certaines relations physiques à l'environnement.
Chez Kripke, la théorie causale de la référence comprend deux composantes essentielles : la fixation de la référence et l'emprunt de la référence. La fixation de la référence d'un nom ou d'une expression élémentaire est obtenue grâce à un « baptême initial ». La référence est alors fixée à un objet physiquement existant par une personne coprésente, par ostentation ou par description. Cela revient à « baptiser » cet objet. Par la suite, le nom et sa référence se propagent à travers une « chaîne de communication causale », se répandant dans la communauté des locuteurs. 
Selon l'approche causaliste, la fixation de la référence d'un nom ne dépend généralement pas de ce qui se passe en nous, dans notre esprit ou notre cerveau, mais d'une chaîne causale, parfois très longue, entre des locuteurs et nous-mêmes. Cette chaîne de causalité se traduit sur le plan sémantique par le fait que chacun emprunte à l'autre la référence des termes qu'il utilise, constituant par là même une « chaîne d'emprunt ». La référence relève en ce sens d'une opération de délégation par laquelle nous déléguons la tâche de fixer la référence d'un nom aux autres utilisateurs de ce nom. Envisagée dès lors sous l'angle de la référence, l'intentionnalité peut être considérée comme un usage d'expressions linguistiques qui a lui même été causé par des usages antérieurs initialement ancrés dans l'environnement.

## L'intentionnalité de l'esprit

### La perception
En philosophie de l'esprit, et plus particulièrement dans la philosophie de la perception, l'essentiel des débats autour de la perception questionne l'hypothèse selon laquelle les expériences perceptives ont à la fois un contenu intentionnel – par lequel se présentent à nous des objets, des propriétés et des événements qui semblent indépendants de notre esprit – et des aspects phénoménaux ou qualitatifs correspondant à l' « effet que cela fait » d'avoir telle expérience dans telle modalité sensorielle (visuelle, auditive, etc.). Deux questions retiennent alors spécialement l'attention des philosophes de l'esprit : celle de la nature des contenus de perception, et celle du rapport entre la perception et la connaissance.

#### La nature des contenus perceptifs

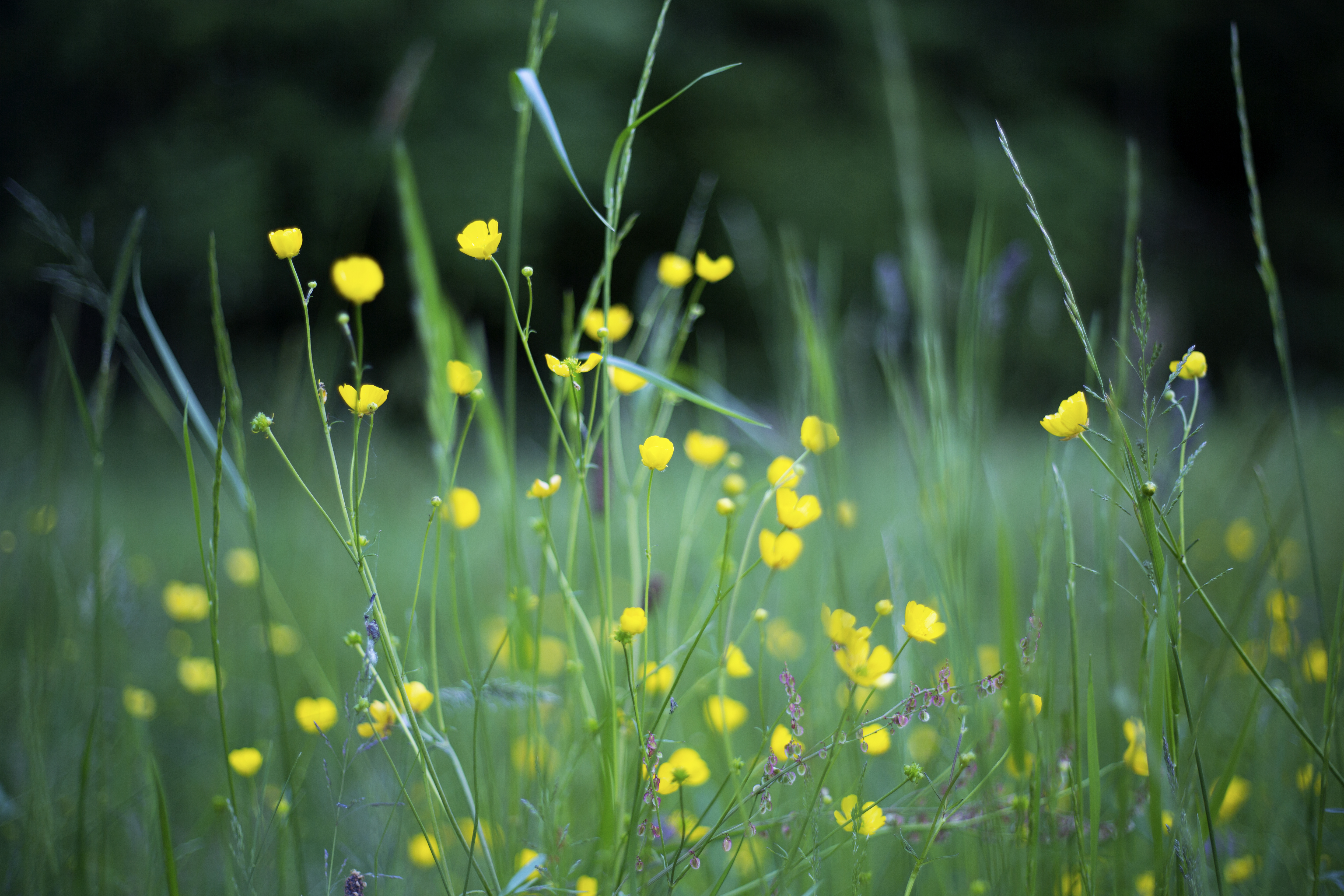
Notre conception naïve du monde attribue aux objets naturels les formes et les couleurs que nous voyons.

La question de la nature (objective ou « phénoménale ») des contenus de perception constitue un enjeu important dans les débats actuels sur l'intentionnalité. Dans le contexte de la philosophie de l'esprit, et plus particulièrement de la philosophie de la perception, il existe deux grandes options concernant la nature de ces contenus : le réalisme et les théories anti ou non-réalistes. Le réalisme soutient que les objets auxquels la perception nous donne accès sont des objets du monde physique existant indépendamment de notre esprit, tandis que les théories non-réalistes de la perception insistent sur la dimension subjective de l'expérience perceptive. Selon l'approche réaliste, ce qui fait d'un état mental une expérience de perception est son caractère intentionnel et le fait qu'il représente un état de l'environnement physique ; les théories non-réalistes rejettent, au contraire, le concept même d'intentionnalité (« adverbialisme ») ou l'idée qu'il existe en soi un monde physique (phénoménisme). On trouve au sein du réalisme lui-même deux grandes tendances : le réalisme direct (réalisme « naïf », « disjonctivisme ») et le réalisme indirect.
Le réalisme direct considère que la perception nous donne directement accès à ses objets et à leurs propriétés. Au départ, il ne s’agit pas d’une théorie mais plutôt d'un développement de notre conception pré-philosophique du monde : celle du sens commun. On parle pour cette raison de réalisme naïf pour qualifier cette version du réalisme. Dans sa forme proprement philosophique, le réalisme direct s'appuie sur la façon dont nous construisons les phrases. En effet, les constructions propositionnelles accusatives du type « x perçoit y » sont « factives », c’est‐à‐dire qu'elles prétendent rendre compte d’un fait de la réalité. La plupart des réalistes directs soutiennent par ailleurs une conception « disjonctiviste » de l'expérience perceptive : il y a pour eux disjonction, au sens logique, entre les expériences illusoires et la perception proprement dite. L'hallucination, par exemple, ne s'oppose pas à la perception véridique en tant qu'elle serait une perception erronée du monde mais en tant qu'elle n'est pas une perception (disjonction), parce qu'elle est d'une autre nature que la perception, à savoir un état mental non intentionnel.
Le réalisme indirect, de son côté, postule que nous percevons indirectement les objets du monde en faisant l'expérience d'objets ou de contenus mentaux qui nous apparaissent eux-mêmes directement. Selon les différentes versions du réalisme indirect, ces contenus mentaux sont considérés soit comme des données sensibles (théorie des sense-data), soit comme des représentations. Pour les partisans du réalisme indirect, nous pouvons connaître la réalité physique, au moins partiellement et approximativement, même si nous ne pouvons pas la percevoir. Le réalisme indirect trouve son origine dans la théorie de la connaissance avancée par John Locke à la fin du XVIIe siècle. À la suite de Locke, certains philosophes empiristes, dont Bertrand Russell et George Edward Moore, ont revendiqué la possibilité de combiner la thèse selon laquelle toutes nos représentations sont formées à partir d'éléments sensibles, et, d'autre part, le postulat d'un monde physique indépendant de nos expériences. Pour eux, les contenus perceptifs ont exactement les propriétés qu'ils semblent avoir : ils rendent compte de la façon dont les choses apparaissent au sujet qui en fait l'expérience. C'est sur cette base que les représentations d'objets physiques sont inférées ou construites par l'esprit. Dans la perception, l'intentionnalité est donc aussi bien directe (accès immédiat aux données sensibles) qu'indirecte (relation indirecte aux objets physiques).
Le phénoménisme et l'adverbialisme sont les deux principales théories qui s'opposent au réalisme de la perception. Le phénoménisme considère que la perception ne nous donne accès qu'à des complexes de données sensibles, qui n'existent pas indépendamment du fait d'être ou de pouvoir être perçues. Son origine remonte à George Berkeley au début du XVIIIe siècle. Le phénoménisme soutient que le monde perçu est constitué d'expériences sensibles et qu'il n'existe rien d'autre qu'un tel monde. Pour le phénoméniste, l'affirmation selon laquelle la perception est capable de nous mettre en relation avec des entités douées d'une existence autonome – donc sans relation avec nous – est par elle-même contradictoire. 
L'adverbialisme, quant à lui, et à la différence de ses théories rivales, ne caractérise pas l'expérience perceptive comme un acte dirigé vers un objet mais comme une manière pour le sujet percevant d'être affecté. Dans cette perspective, de même que ressentir une douleur, c'est d'abord être affecté douloureusement, voir un cube rouge, c'est d'abord être affecté « cubiquement » et « rougement ». On parle de théorie adverbiale pour qualifier cette position parce que les accusatifs des verbes de perception sont comparés à des adverbes qui les modifient. La théorie adverbiale élimine le contenu de la perception en tant qu'objet : aucune expérience n'a d'objet à proprement parler. Elle abolit de ce fait le principe d'une relation intentionnelle entre le sujet et l'objet qui semblait faire la spécificité de l'expérience perceptive, permettant ainsi d'éviter le problème de la nature et de la localisation des contenus de perception.

#### Le rapport entre perception et connaissance

L'illusion de Müller-Lyer est un cas exemplaire d'illusion d'optique montrant que la perception est aussi une affaire de cognition.

La question du rapport entre la perception et la connaissance s'inscrit dans le débat opposant les conceptualistes aux non-conceptualistes. Suivant les premiers, le contenu intentionnel de la perception est intégralement conceptuel. On ne peut percevoir un objet sans mobiliser quelque concept de cet objet et sans former, ou être disposé à former, une certaine croyance à son sujet. La perception est donc une forme de savoir qui met en relation un sujet avec le monde. Pour Wilfrid Sellars et John McDowell, la perception appartient à l' « espace des raisons » et implique une connaissance de type « propositionnel », susceptible de fournir un compte-rendu sur le monde. Sellars, puis McDowell, dénoncent en ce sens ce qu'ils appellent le « mythe du donné », auxquels adhèrent d'après eux aussi bien les empiristes classiques que les partisans de l'empirisme logique. Selon ce « mythe », la perception est un donné pré-conceptuel indépendant des capacités conceptuelles d'arrière-plan et des théories dont dispose le sujet. Cette caractéristique de la perception « brute » tiendrait au fait qu'elle constitue le fondement de toutes nos croyances sur le monde. À l'opposé de ce point de vue, Sellars et McDowell considèrent qu'il n'est pas possible d'appréhender le monde sans l'exercice de nos capacités conceptuelles et linguistiques. 
Selon une approche alternative au conceptualisme, les expériences perceptives ont un contenu intentionnel non conceptuel, permettant une représentation plus riche et plus fine des différents aspects de notre environnement que ce que nous en saisissons conceptuellement. Dans cette perspective, les propriétés phénoménales de nos expériences de perception sont des éléments qualitatifs appelés « qualia ». Pour justifier cette position, Michael Dummett introduit la notion de « proto-pensée ». Une proto-pensée se caractérise par sa nature iconique (ou imagée), à la différence d'une pensée conceptuelle qui est nécessairement incarnée dans un langage. Fred Dretske, quant à lui, met en avant le caractère double de la conscience perceptive, qui comprend  : 
1. la perception « cognitive », « imprégnée de théorie ». Ce que l'on perçoit en ce sens dépend de ce que l'on sait ;
2. la perception « simple », indépendante des connaissances préalables du sujet. Elle est dite « modulaire » dans le sens où elle correspond à des opérations mentales qui se produisent de façon autonome, sans lien avec les opérations conceptuelles du sujet.

Suivant l'approche non-conceptualiste, c'est la forme « simple » ou l'aspect « expérientiel » de la perception qui lui confère son pouvoir intentionnel.

### La cognition
Après la révolution cognitiviste entamée par le linguiste Noam Chomsky à la fin des années 1950, le computationnalisme, forme de fonctionnalisme appliqué à l'explication de l'esprit, devient la principale théorie à envisager la cognition en rapport avec l'intentionnalité. Le computationnalisme peut être caractérisé comme une synthèse entre le réalisme intentionnel et le physicalisme. Le premier affirme l'existence et la causalité des états intentionnels, identifiés à des attitudes propositionnelles, c'est-à-dire à la manière dont un sujet se comporte à l'égard d'une proposition (« je crois que p », « je pense que p », etc.). Le second affirme que toute entité existante est une entité physique. Le computationnalisme se présente comme une alternative aussi bien à l'éliminativisme, qui refuse l'existence de toute intentionnalité, qu'au dualisme, pour lequel les états intentionnels ne sont pas des états physiques. Deux noyaux théoriques ont été essentiels à la formation du computationnalisme : d'une part, la logique mathématique développée au début du XXe siècle, qui permet d'envisager le calcul comme la manipulation de symboles à partir de règles formelles ; d'autre part, la calculabilité de la cognition (machine de Turing). Il s'agit de concevoir la cognition comme une syntaxe sans jamais nier l'existence de la sémantique (c'est-à-dire du sens ou de la référence aux éléments de l'environnement).
Outre l'analogie de la pensée avec le calcul exécuté par un programme ou un logiciel informatique, le fonctionnalisme est lié à une « théorie représentative de l'esprit » qui stipule l'existence des attitudes propositionnelles : les états cognitifs comme les croyances et les désirs sont des états réels en relation avec l'environnement physique. Croire, par exemple, que le chat est sur le fauteuil, c'est adopter une attitude propositionnelle distincte (celle de la croyance) de l'attitude qui consiste à souhaiter que le chat soit sur le fauteuil ; dans les deux cas, le contenu cognitif (« le chat sur le fauteuil ») conserve la même « portée sémantique », c'est-à-dire la même référence à l'environnement, mais l'attitude propositionnelle elle-même (croire ou vouloir) diffère. Dans cette perspective, l'approche computationnaliste distingue la « valeur cognitive » d'une représentation, liée à ses propriétés syntaxiques, et sa « valeur sémantique », liée à l'objet qu'elle représente, et identifie ainsi les représentations à des symboles. Le computationnalisme se distingue des conceptions classiques de la représentation (Descartes, Locke, etc.) en ce que les représentations ne sont pas assimilées à des images, mais à des symboles,.
À la théorie classique de la représentation et de l'intentionnalité s'oppose également la conception causale de la signification d'après laquelle le monde joue un rôle constitutif dans la formation et la diversification des représentations. Partagée par la plupart des philosophes de l'esprit, elle a été développée par Saul Kripke, Hilary Putnam et Tyler Burge, qui soulignent que le sens de nombreux concepts dépend au moins en partie des relations causales qu'un individu entretient avec son environnement physique ou sociolinguistique. Cette théorie prend appui sur le fait qu'on ne peut caractériser le contenu de certains concepts sans faire référence à l'environnement. Les concepts auraient une composante indexicale au sens où leur contenu dépend pour partie du contexte de leur énonciation. Ainsi, le concept « pièce d'or » dans la proposition « ceci est une pièce d'or » implique une référence à un objet particulier et dépend causalement de l'existence de cet objet dans un contexte relatif au locuteur de la proposition. La cognition doit être comprise dans cette perspective comme une relation causale – directe ou indirecte – à l'environnement. Tandis que la valeur sémantique d'une représentation dépend directement de sa relation causale avec son objet, sa valeur cognitive (ou syntaxique) en dépend indirectement.

### La conscience phénoménale

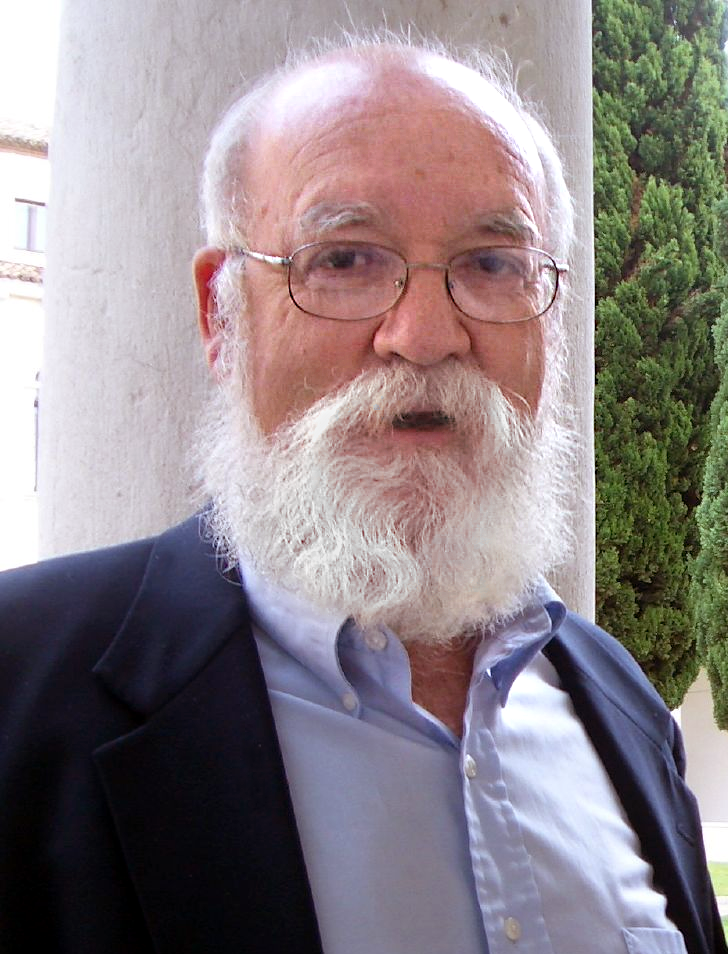
Daniel Dennett en 2006. Son approche naturaliste de l'intentionnalité le conduit à rejeter la notion même de conscience phénoménale.

Avec la « psychologie descriptive » de Franz Brentano, l'intentionnalité devient pour la première fois un critère explicite de démarcation entre la conscience et les entités purement physiques. Pour Brentano, ce qui caractérise en propre la conscience est sa « direction » vers autre chose qu'elle-même, le fait qu'elle est toujours conscience de quelque chose, alors que les entités physiques ne sont pas autre chose que ce qu'elles sont. C'est cette direction de la conscience vers quelque chose d'autre qu'elle-même que Brentano nomme « intentionnalité ». Aujourd'hui, la plupart des philosophes contemporains acceptent l'idée que l'intentionnalité est un signe de l'activité mentale, mais ils considèrent également qu'il s'agit d'un phénomène distinct et indépendant de ce que nous entendons généralement par « conscience », et plus particulièrement, par « conscience phénoménale ». Cette position désormais dominante est qualifiée de « séparatiste » par certains auteurs, au sens où elle stipule que la conscience dite phénoménale et l'intentionnalité sont deux aspects séparables ou indépendants de l'activité mentale. 
Le « séparatisme » est la position qu'adopte notamment Jaegwon Kim. Il fait la remarque suivante : si quelqu'un devait nous demander de créer une machine dotée de conscience, nous ne saurions par où commencer, mais si l'on nous demandait de concevoir une structure dotée d'intentionnalité, il semble que nous pourrions commencer à concevoir une telle chose. Si Kim défend l'indépendance de l'intentionnalité par rapport à la conscience, d'autres auteurs soutiennent la thèse de l'indépendance dans un sens inverse : l'esprit d'un sujet peut être conscient sans que ce phénomène n'implique une quelconque structure intentionnelle. Il existe en effet des états mentaux qui ne représentent rien du tout. John Searle, qui soutient cette position, donne comme exemples de tels états l'exaltation, la dépression ou l'anxiété, états dans lesquels nous ne sommes pas « exaltés, déprimés ou anxieux à propos de quoi que ce soit ». Selon lui, il existe de nombreux états conscients qui ne sont pas intentionnels, tandis que l'intentionnalité de son côté implique toujours la conscience .
Par contraste avec le séparatisme, l'« inséparatisme » est la thèse selon laquelle l'esprit est un phénomène unifié plutôt que divisé entre la conscience phénoménale et l'intentionnalité : les caractéristiques de la conscience et de l'intentionnalité sont interdépendantes et inséparables. Selon cette thèse, la conscience possède une structure intentionnelle qui lui est caractéristique et qui rend possible le fait que les contenus conscients se présentent immédiatement au sujet conscient. Cette relation immédiate de la conscience phénoménale à ses contenus interdit le scepticisme radical, puisqu'il n'est pas possible pour un sujet conscient de douter de l'existence « phénoménale » (mentale et subjective) de ce dont il fait l'expérience. La conscience phénoménale est dite pour cette raison « transparente ».
Cette position est admise par les défenseurs de ce qu'on appelle les « théories représentationnelles » de la conscience phénoménale, pour lesquelles tout ce qui est conscient en ce sens est intentionnel ou dirigé vers quelque chose. D'après cette forme de « représentationnalisme », incarnée en particulier par Fred Dretske et Michael Tye, nos expériences perceptives (visuelles, auditives, etc.) représentent l’environnement local tandis que nos expériences sensorielles « internes » nous informent sur notre corps. Même les émotions et les sentiments ont des objets intentionnels, comme lorsque nous avons peur de quelque chose. Cet objet peut être indéterminé de sorte que certaines émotions semblent sans objet. Ainsi l'anxiété, qui est définie par Searle comme une émotion sans objet, est-elle un genre de représentation par lequel nous nous représentons toute chose (et non un objet ou une situation en particulier) en tant que source de peur ou d'anxiété.

## L'intentionnalité du langage

### La thèse de l'intentionnalité «dérivée»

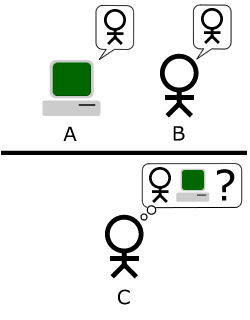
Critiqué par John Searle, le test de Turing autorisait l'attribution d'une intentionnalité à certains systèmes artificiels en s'appuyant sur un principe d'indiscernabilité des réponses.

Bien que, depuis Brentano, l'intentionnalité soit considérée traditionnellement comme une propriété exclusive de l'esprit, il est aussi possible de l'attribuer au langage. Les signes, les mots ou les phrases se référent en effet à des choses et ont un contenu signifiant. L’expression « J'entends un oiseau chanter », par exemple, représente ou se réfère à un oiseau particulier. Cependant, le langage n'a pas de portée signifiante par lui-même : on ne peut attribuer un sens à une suite de graphes ou de phonèmes indépendamment de la signification qu'a tenté de lui donner la personne qui les a produit.  Depuis John Searle, il est convenu de distinguer pour cette raison l’intentionnalité originelle ou « intrinsèque » que possèdent les états mentaux d'une personne et l’intentionnalité dérivée que nous attribuons à certains phénomènes qui ne possèdent qu’un « semblant » d’intentionnalité, tels que les expressions linguistiques. L'« oiseau que j'entends chanter » représente un oiseau particulier seulement parce que des locuteurs du français utilisent cette phrase pour représenter quelque chose. Les locuteurs possèdent l’intentionnalité de façon intrinsèque, tandis que l’intentionnalité d'une expression est dérivée.
L'expérience de la chambre chinoise imaginée par Searle pour justifier cette distinction (contre la position fonctionnaliste) démontre selon lui qu'il ne suffit pas d'être capable de reproduire les comportements linguistiques d'un locuteur pour parler, car parler, ce n'est pas juste dire les bonnes choses au bon moment, c'est aussi signifier ou vouloir dire ce qu'on dit : l'usage maîtrisé du langage doit avoir pour préalable une conscience du sens de ce qu'on dit (« conscience intentionnelle ») et la reproduction artificielle, même parfaite, d'un comportement linguistique ne suffit pas à produire une telle conscience. L'intentionnalité du langage implique toujours l'intentionnalité consciente du locuteur qui doit se présenter à l'esprit ce qu'il dit. C'est en effet parce que nous sommes conscients que nous pouvons parler intentionnellement. L'intentionnalité ne peut dès lors être attribuée au langage qu'en tant qu'elle est dérivée de l'intentionnalité propre à l'esprit des sujets qui ont conscience du sens de ce langage.

### L'intensionnalité «avec uns»
Dans la logique philosophique et la philosophie du langage postérieures à Brentano, l'intensionnalité (avec un s) s'oppose à l'extensionnalité. Il s'agit de caractéristiques logiques des mots et des phrases. L'intension d'un concept correspond à son « contenu cognitif », c'est-à-dire à ce que l'on peut définir et décrire à l'aide d'autres concepts, tandis que son extension, ou « contenu sémantique », correspond à sa référence « dans la réalité », aux choses ou objets concrets auxquels il s'applique. Par ailleurs, l'intension d'une proposition est une description qui ne satisfait pas certaines règles de substituabilité salva veritate avec d'autres descriptions partageant le même contenu sémantique. Par exemple, si Marie ignore que l'« étoile du matin » et l'« étoile du soir » ne sont en fait qu'un seul et même astre, à savoir la planète Vénus, la proposition « Marie croit que l'étoile du matin n'est autre que la planète Vénus » ne peut être substituée salva veritate par la proposition « Marie croit que l'étoile du soir est la planète Vénus ». Ces deux propositions sont donc intensionnelles : leur vérité n'est pas seulement fonction de ce dont elles parlent « réellement » – leur objet ou référent – mais aussi de la manière dont elles le décrivent ou le conçoivent.
Lorsque deux expressions sont identiques en extension (par exemple, « étoile du matin » et « étoile du soir »), elles n'ont pas nécessairement le même sens intensionnel. Leur sens diffère si ce qu'elles décrivent n'a pas la même « valeur cognitive » (les mêmes conditions de vérité relatives à leurs concepts). En revanche, si elles sont cognitivement équivalentes, c'est-à-dire s'il y a synonymie entre elles (même sens intensionnel), elles ont nécessairement la même extension. Selon le célèbre exemple de Willard Quine, les syntagmes nominaux « créature ayant un cœur » et « créature ayant des reins » ont la même extension parce qu'ils réfèrent aux mêmes individus : toute créature qui a un cœur est une créature qui a des reins. Mais ces deux syntagmes ont des intensions ou des sens différents parce que le mot « cœur » n'a pas la même extension et a fortiori pas la même intension (ou le même sens) que le mot « rein ». Les mots « cœur » et « rein » désignent deux concepts distincts, autrement dit deux intensions différentes, qui ne réfèrent pas aux mêmes choses et n'ont donc pas la même extension. La question qui se pose alors est de savoir comment des expressions extensionnellement équivalentes peuvent différer par leur sens et ne pas avoir de ce fait la même valeur cognitive.
Pour Roderick Chisholm, la réponse à cette question réside dans le fait que l'intensionnalité est un critère linguistique de l'intentionnalité (avec un t). Selon lui, et en accord sur ce point avec Quine, l'intensionnalité d'une phrase servant à décrire un phénomène intentionnel (par exemple, le contenu descriptif de p dans « croire que p » ) démontre que les descriptions et les explications des états mentaux intentionnels ne peuvent pas être reformulées dans un vocabulaire servant à décrire des phénomènes non intentionnels (comme les phénomènes physiques) – les conditions de vérité des phrases intensionnelles étant plus restrictives. Le fait, par exemple, que les expressions « étoile du matin » et « étoile du soir » réfèrent à une même planète tellurique (même extension), ne suffit pas pour que la croyance « l'étoile du matin est une planète tellurique » (intension 1) soit équivalente à la croyance « l'étoile du soir est une planète tellurique » (intension 2). Chisholm conclut de cette démonstration que la thèse principale de Brentano est vraie : l'intentionnalité est bien une caractéristique de l'esprit qui lui est propre et qui est irréductible à un quelconque fait physique. Quine, quant à lui, en conclut que l'intentionnalité n'existe pas et que toute notion y renvoyant doit être éliminée de nos descriptions ou explications de l'esprit.

### Le langage et l'action

#### Le modèle de l'intensionnalité
Le modèle de l'intensionnalité (avec un s) repose sur une interprétation linguistique de l'intentionnalité qui met en avant les  notions d'intension, ou de contenu descriptif, et d'action. Selon ce modèle, il n'est pas possible de rendre compte de l'action intentionnelle en s'appuyant sur la causalité physique ou sur ce qui se passe en nous subjectivement lorsque nous agissons. Il faut introduire la dimension du langage. En effet, l'intentionnalité de l'action réside non pas dans la causalité physique qui régit le comportement, ni dans les propriétés subjectives de l'action (la perception ou l'action « vécues »), mais dans ce que nous disons et pouvons dire à bon droit de ce que nous faisons, autrement dit, dans les pratiques langagières et sociales qui possèdent une dimension d'intentionnalité. Cette approche, initiée par Ludwig Wittgenstein, nous invite à comprendre l'intentionnalité de l'extérieur, dans son contexte linguistique et social, en s'affranchissant du modèle perceptif classique de l'intentionnalité.
Le modèle perceptif ou « visuel » de l'intentionnalité interprète la relation d'intentionnalité comme un acte mental par lequel nous « visons » quelque chose, lorsque nous percevons ou agissons, par exemple. Selon cette approche, nous pouvons faire l'expérience de la « visée » directement, en nous-mêmes, sans avoir à observer et analyser un comportement extérieur. Le modèle de l'intensionnalité s'appuie quant à lui sur les pratiques linguistiques publiques en relation avec le comportement. L'intentionnalité entendue comme intensionnalité décrit dans cette perspective une façon pour un agent d'entrer en relation avec son environnement, et ce, par la médiation d'un concept ou d'une « description » (G. E. M. Anscombe). Parmi toutes les façons possibles d'envisager ou de voir un certain objet, une description particulière ou un concept spécifique est privilégié. Or le fait de privilégier ainsi certaines façons de se rapporter à l'objet au détriment d'autres a pour conséquence de rendre équivoque ou « opaque » l'intentionnalité. C'est ce qui explique l'absence d'équivalence logique entre des expressions intentionnelles pourtant coextensives (se rapportant aux mêmes choses).

#### L'intentionnalité de l'action
Dans un ouvrage publié en 1957 et intitulé Intention, Elizabeth Anscombe tente de définir l'intentionnalité dans une perspective wittgensteinienne avec, comme point de départ méthodologique, l'idée qu'il faut d'abord mettre au jour la façon dont nous procédons dans la vie courante pour déterminer les intentions ou représentations des gens. Il s'agit d'identifier les éléments contextuels, langagiers, comportementaux grâce auxquels nous attribuons, généralement avec justesse, certaines intentions ou représentations aux personnes. Ce point de départ méthodologique doit permettre de mettre en évidence les traits caractéristiques des rapports entre l'action et l'intention, et de montrer en particulier que l'intention, au lieu d'être une simple composante de l'action, est si intimement liée à elle qu'on ne peut concevoir l'existence de l'une sans l'autre. Pour Anscombe, l'intentionnalité est une dimension essentielle de l'action, qui est à comprendre de façon rétrospective à partir de la réalisation même de l'action.
Parce qu'il existe néanmoins un possible décalage entre l'intention et l'action, il est tentant d'analyser la première comme un état purement mental. Une intention, en effet, peut être seulement envisagée, mais jamais réalisée ; ou encore, ce qu'une personne fait peut ne pas correspondre à ses intentions. Ce décalage avec l'action nous incite spontanément à chercher l'intention dans des états psychologiques internes, principalement accessibles en première personne, de manière subjective. Mais cette approche a un inconvénient majeur : elle ne permet pas d'expliquer comment nous en venons à attribuer avec justesse, en troisième personne, des intentions ou une intentionnalité à autrui. Pour l'expliquer, il faut s'intéresser à l'aspect normatif des usages de la notion d'intention, c'est-à-dire aux règles selon lesquelles, ou aux conditions dans lesquelles, nous attribuons à juste titre des intentions ou des représentations aux gens, et plus généralement, aux cas dans lesquels nous employons une notion d'intention. Dès lors, le lien étroit entre intention et action apparaît immédiatement :
« En gros, un homme a l'intention de faire ce qu'il fait effectivement », déclare Anscombe.
Dans nos rapports quotidiens avec autrui, nous faisons « comme si » ce qu'il avait l'intention de faire était ce qu'il faisait ou allait faire, comme si son action était a priori intentionnelle, sauf indication manifeste du contraire. C'est même généralement à leurs actions que nous identifions les intentions des gens (et non, par exemple, en repérant dans l'esprit un certain état mental ou un état fonctionnel dans le cerveau). Dans un contexte normal, rendre compte des faits et gestes d'une personne permet de rendre compte de ses intentions. 
Pour déterminer la nature de telles intentions et ce qui caractérise plus spécifiquement l'action intentionnelle, il faut s'interroger sur les raisons ou les motifs qu'un agent a ou a eus d'agir tel qu'il l'a fait. Il s'agit d'une question conceptuellement discriminante qu'on ne peut poser qu'à propos d'actions intentionnelles. Nous ne pouvons pas, sauf dans un contexte fictif ou métaphorique, nous interroger sur les raisons pour lesquelles une machine simple a agi de la façon dont elle a agi ; ce que nous cherchons dans un tel cas, ce sont des causes mécaniques. D'après Anscombe, le domaine de l'action intentionnelle recouvre l'ensemble des actes pouvant être expliqués par des raisons de cet ordre, et où la notion de raison d'agir (de motif) s'applique. C'est en lien avec ce type de raisons que l'intentionnalité en général doit être comprise.

## L'intentionnalité comme processus naturel

### L'interprétation émergentiste

L'eau liquide et les molécules de formule chimique H₂O qui la composent constituent la même substance mais à deux niveaux de réalité différents.

C'est au début des années 1920 en Grande-Bretagne, avec les philosophes Samuel Alexander et Charlie Dunbar Broad, ainsi qu'avec le biologiste Conwy Lloyd Morgan, que la notion d'émergence apparaît pour la première fois comme un concept philosophique central. Ces trois penseurs britanniques défendaient alors le principe d'une pluralité de niveaux de réalité et considéraient l'émergence de chaque niveau supplémentaire du point de vue évolutif, c'est-à-dire d'un point de vue diachronique (ou temporel). Après une période d'éclipse liée au succès du réductionnisme, le concept d'émergence est réinvesti à partir des années 1970 en philosophie de l'esprit afin d'analyser le rapport entre le corps (en particulier le cerveau) et l'esprit (ou la conscience). L'émergence n'y est plus envisagée seulement d'un point de vue évolutif et diachronique, mais d'un point de vue synchronique, aux différentes échelles spatiales. Karl Popper , puis John Searle à partir des années 1980, donnent l'impulsion à ce mouvement. 
John Searle est un des premiers philosophes de l'esprit à avoir voulu décrire et expliquer l'intentionnalité (ainsi que la conscience) dans un cadre naturaliste non réductionniste. Pour lui, l'intentionnalité est un processus biologique certes complexe, mais qui ne diffère pas fondamentalement des autres processus biologiques comme la digestion. Sa conception est à la fois naturaliste au sens où elle part du principe que l'esprit fait partie de la nature, et biologique au sens où elle soutient que le mode d'explication correct des phénomènes mentaux est biologique (et non comportemental, linguistique, computationnel ou social). Searle, à l'instar des autres penseurs de l'émergence, défend ainsi un physicalisme non-réductionniste : à la base du monde n'existe que des particules physiques dans des champs de force, mais l'esprit est un phénomène réel irréductible à cette base physique.
Dans Intentionality (L'Intentionalité), ouvrage paru en 1983, Searle commence par élaborer une tentative de « naturalisation » de l'intentionnalité tout en conservant une attitude non-réductionniste à son égard : le cerveau produit naturellement de l'« Intentionalité », mais celle-ci est indissociable d'un vécu de conscience nous mettant en rapport avec le monde. La reproduction artificielle d'un comportement qu'on pourrait décrire comme intentionnel ne suffit donc pas à produire une véritable intentionnalité. L'expérience de pensée de la « chambre chinoise », imaginée par Searle, montre en ce sens qu'on peut concevoir un système automatique par définition sans esprit, donc sans intentionnalité véritable, et pourtant indiscernable, d’un point de vue fonctionnel, d’un être humain possédant une intentionnalité. Searle définit l'intentionnalité dans cette perspective à la fois comme la capacité biologique fondamentale de l'esprit à mettre l'organisme en rapport avec le monde, et comme une expérience consciente subjective. S'il est vrai que cette capacité est commune aux états mentaux et au langage, l'intentionnalité du langage n'est cependant que « dérivée » : elle implique toujours l'intentionnalité « intrinsèque » du locuteur qui doit se présenter à l'esprit ce qu'il dit.
Dans The Rediscovery of the Mind (La redécouverte de l'esprit), paru en 1992, Searle poursuit cette réflexion en développant une conception émergentiste de l'intentionnalité et de la conscience. Selon lui, il existe dans la nature toutes sortes de propriétés émergentes et holistiques, telles que la fluidité de l'eau ou la couleur bleu du ciel, qui ne sont pas présentes à l'échelle des constituants des choses qu'elles caractérisent. Au niveau de la molécule chimique par exemple, parler de fluidité ou de couleur ne réfère à rien et n'a même pas de sens. Pourtant, la fluidité de la substance composée de molécules H₂O est bien une caractéristique réelle de l'eau à un certain niveau de description. Ainsi en va-t-il, selon Searle, des états mentaux qui sont tous des états naturels du cerveau dotés de propriétés émergentes. L'intentionnalité est elle-même une propriété naturelle du cerveau qui, en tant qu'émergente, n'est en aucun cas réductible « ontologiquement » aux processus neurobiologiques sous-jacents. Elle est une caractéristique biologique d'ensemble, certes causée par des processus neuraux de niveau inférieur, et en ce sens réductible « causalement » à des processus électrochimiques, mais réalisée à un niveau supérieur dans la structure globale du cerveau.

### Le programme biosémantique

Dans le processus de sélection naturelle, ce sont les fonctions biologiques qui sont déterminantes, car c'est par la fonction qu'il remplit qu'un caractère biologique est favorable ou non à la survie d'une lignée.

Comprise dans un cadre naturaliste, la notion d'intentionnalité pose le problème de la représentativité et de la normativité des états mentaux. L'intentionnalité implique en effet une forme de normativité qui correspond, pour une représentation, à la possibilité d'être évaluée comme « vraie » ou fausse », et de s'inscrire dans une chaîne de justifications. En cela, l'intentionnalité semble se distinguer des phénomènes proprement naturels qui sont uniquement régis par la causalité physique. Si l'intentionnalité est normative, c'est qu'elle possède des propriétés qui diffèrent de celles des autres phénomènes naturels, jugés purement factuels. Mais le naturalisme implique que l’intentionnalité ne peut être un phénomène spécifique non naturel ; elle doit être expliquée au moyen de propriétés naturelles. 
Le programme de naturalisation de l'intentionnalité proposé par la biosémantique à partir des années 1980 consiste justement à analyser la normativité des représentations et de l'intentionnalité comme une propriété relationnelle complexe parfaitement naturelle. La biosémantique écarte toute approche subjective dans la description des représentations pour ne retenir que le comportement observable et l'environnement physique. La tâche qu'elle se fixe alors est de chercher dans la nature des comportements caractéristiques impliquant des représentations, et, à partir de là, de montrer ce que ces dernières ont de particulier par rapport aux autres fonctions biologiques. Pour peu que l'on soit en mesure de caractériser ainsi adéquatement la représentation, la théorie darwinienne de l'évolution par sélection naturelle doit expliquer à son tour en quoi certaines représentations plutôt que d'autres sont retenues dans nos systèmes de croyances pour être considérées comme vraies.
La biosémantique postule dans cette perspective que l'intentionnalité est une fonction biologique de certains organismes qui a contribué à la survie de leurs ancêtres, à l'instar des autres fonctions biologiques, en les disposant à agir de la façon la plus adaptée. Selon cette approche, les normes décrivent non pas des faits mais des fonctions à exercer. Les représentations mentales, en tant qu'elles sont normatives, ont des fonctions naturelles à remplir, au regard desquelles on peut en évaluer la conformation ou le dysfonctionnement. Il revient alors à la biosémantique de définir ces fonctions et de décrire la façon dont elle s'exercent. Le statut des représentations, de ce point de vue, est comparable à celui d'un programme informatique : elles possèdent comme lui une finalité ou un but. Cependant, contrairement à ce qui est le cas pour les machines, l'existence de fonctions naturelles ne relève pas d'une intention ou d'un dessein mais de processus mécaniques aveugles comme l'est la sélection naturelle. 
Pour accomplir le programme de naturalisation de l'intentionnalité, la philosophe Ruth Millikan s'est mise en quête d'une explication de l'intentionnalité dans des cas plus simples que la cognition humaine. Les signaux émis par certains animaux fournissent de bons exemples de formes primitives d'intentionnalité dans la nature. A cet égard, la danse des abeilles – ensemble de mouvements codés réalisés afin de signaler l'emplacement d'une source de nectar – est un des exemples favoris de Millikan . Elle constitue un cas intermédiaire entre les fins aveugles propres aux fonctions biologiques, et l'intentionnalité complexe caractérisant la cognition humaine. Dans le cas des abeilles, les danses fonctionnent comme des représentations et peuvent servir de modèle pour comprendre l'intentionnalité mentale. Celle-ci implique pour Millikan l'intégration – au sein d'un même organisme – des systèmes d'information déjà mis en œuvre dans la nature.

## Les alternatives au concept d'intentionnalité

### L'adverbialisme
En philosophie de l'esprit, on nomme « adverbialisme », ou « théorie adverbiale », la conception selon laquelle il n'existe pas de contenu ou d'objet intentionnel mais seulement des propriétés intrinsèques de l'expérience. Ces propriétés sont comparées à des adverbes qui caractérisent les verbes de perception (par exemple : « voir »). Il s'agit d'une théorie sémantique des énoncés d'expérience qui compare les accusatifs ou objets des verbes d'expérience à des adverbes qui les modifient. Les adverbes sont au verbe ce que les adjectifs sont aux noms. Ainsi, la relation entre l'adverbe « vite » et le verbe « nager » peut être comparée à la relation entre l'adjectif « blanc » et le nom « ours ». Dans cette perspective, un énoncé de la forme « X perçoit un F » doit être paraphrasé comme « X perçoit F-ment », où « F-ment » désigne la forme adverbiale de F. Par exemple, « X voit un objet cubique de couleur rouge » doit être paraphrasé comme « X voit cubiquement et rougement ». L'objet apparent du verbe perceptif est dès lors considéré comme un attribut de ce verbe (un adverbe) qui correspond sur le plan ontologique à une modification de l'état psychologique de X.
L'adverbialisme rejette l'idée que la perception et l'expérience en général nous mettent en relation avec certaines choses : la perception n'est pas une activité de l'esprit dirigée vers les objets, et les objets apparents sont des modifications de l'activité même de l'esprit. À l'origine, le modèle des analyses adverbiales de la perception s'est constitué à partir d'énoncés qui décrivent des sensations ou des états de conscience qui ne semblent pas intentionnels ou avoir une valeur de représentation, comme la douleur. La signification d'un énoncé du type « J'ai une forte douleur au dos », par exemple, peut être exprimée de façon plus éclairante par « Le dos me fait très mal ». Pour les adverbialistes, tous les expériences conscientes, y compris les expériences perceptives, doivent être analysées sur le modèle de sensations comme la douleur, éliminant ainsi toute relation du sujet à l'objet au profit d'une relation entre une conscience et ce qui en spécifie l'activité. Dans son expression la plus radicale, l'adverbialisme va jusqu'à abolir la notion même d'objet ou de contenu intentionnel : l'expérience, y compris perceptive, étant sans objet, il n'existe pas d'objet ou de contenu de représentation.

### L'éliminativisme

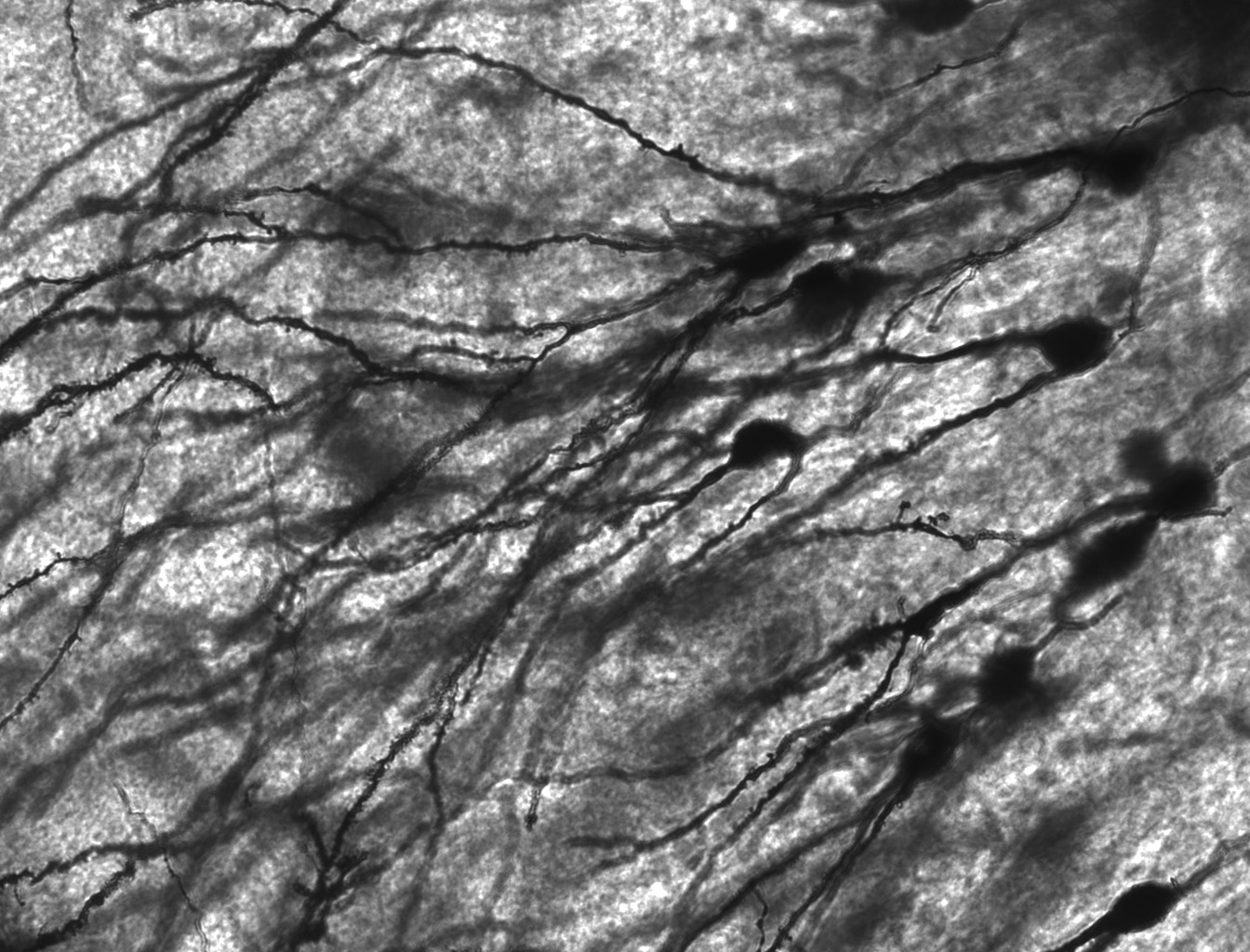
Aussi complète que soit notre investigation du cerveau, il semble que nous ne puissions jamais y observer que des processus physiques régis par la causalité.

L'éliminativisme est une conception de la philosophie de l'esprit qui, dans sa version forte, « élimine » tous les états mentaux, représentationnels ou non, au profit des états neuraux. Il existe cependant une forme partielle d'éliminativisme, défendue principalement par le philosophe et psychologue cognitiviste Stephen Stich, qui admet l'existence d'états mentaux, identifiés au « rôle causal » de certains processus cérébraux, mais qui nie que ces états correspondent aux concepts « intentionnels » ou « représentationnels » de la psychologie naïve (folk psychology). La psychologie cognitive, qui se réfère encore en grande partie à ces concepts, doit donc être réformée en profondeur. Pour Stich, cette réforme conceptuelle consiste d'abord à éliminer les propriétés sémantiques du discours psychologique, celles qui décrivent un contenu ou un objet de représentation. On se débarrasse ainsi des caractéristiques intentionnelles ou représentationnelles des états mentaux pour enfin se tourner vers une théorie neurocognitive de l'esprit. Dans cette psychologie scientifique, la spécification des états cognitifs est uniquement causale, fonctionnelle et syntaxiques, ce qui permet de déterminer les termes du « langage de la pensée » à partir des processus internes du cerveau.
La thèse de départ de Stich est que notre psychologie naïve différencie les états mentaux sur la base de leurs propriétés intentionnelles, établissant ainsi une taxonomie de ces états en se référant essentiellement à leur contenu sémantique, c'est-à-dire à leur objet de représentation. Or, estime Stich, il y a de nombreuses raisons de rejeter une taxonomie psychologique fondée de la sorte sur les propriétés sémantiques. En effet, une telle taxonomie ignore la causalité en jeu dans les processus cognitifs, implique un haut degré d'imprécision, et échoue complètement lorsqu'il s'agit de rendre compte des maladies mentales ou de la psychologie des très jeunes enfants, par exemple. À la place de la méthode de spécification sémantique implicitement adoptée par la psychologie naïve, Stich propose une « taxonomie syntaxique » (syntactic taxonomy) fondée sur les propriétés syntaxiques ou fonctionnelles des états cognitifs. Ces propriétés sont d'ordre relationnel et relèvent de la structure même de l'esprit ; elles correspondent terme à terme aux propriétés causales (également relationnelles) de certains processus cérébraux, de sorte qu'une psychologie cognitive se référant à ces propriétés puisse être entièrement compatible avec une conception scientifique de type fonctionnaliste.